# 川平湾小島
川平湾小島（かびらわんくじま、かびらわんくしぃま）は、八重山諸島石垣島の川平湾に位置する無人島で、全島が沖縄県石垣市に属する。川平小島、小島とも呼ばれる。

## 概要

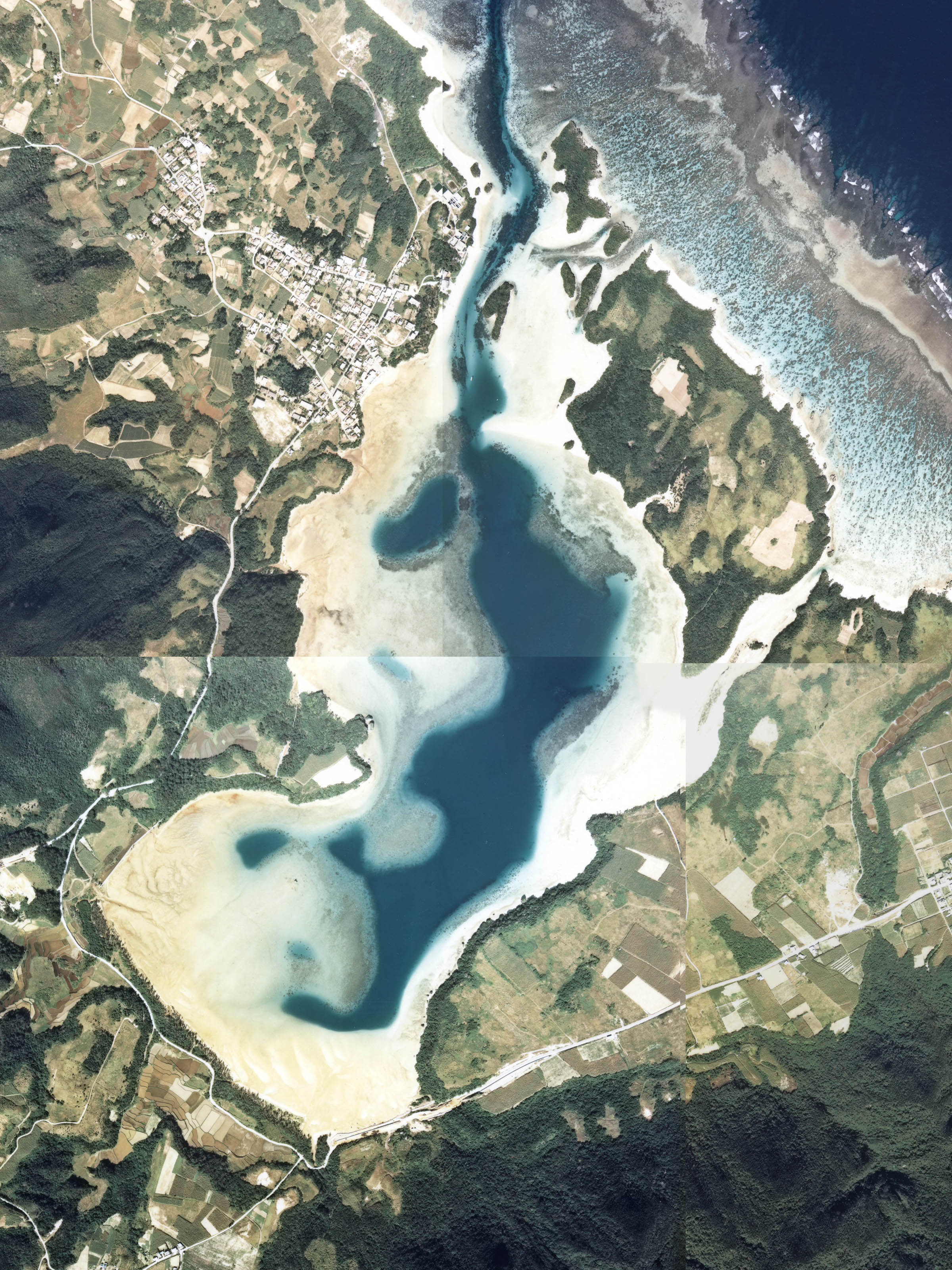
川平湾。湾口をふさぐ大きな島が川平湾小島である。（1977年度撮影）

川平湾の湾口をふさぐように横たわる川平湾内で最大の島で、東西約0.5km、南北約1.1km。2007年8月1日の西表石垣国立公園の拡張にあたって、マジパナリなどの川平湾内の小島群とともに第1種特別地域に指定されている。
島内では戦前から戦後にかけてサトウキビが栽培されていた。現在は島内の牧草地で石垣牛が放牧されている。